# Capsicum pubescens
Capsicum pubescens es una especie de planta herbácea, incluido su fruto, del género Capsicum (familia Solanaceae) utilizado como condimento picante en la cocina de la gastronomía andina. Esta variedad de ají se conoce como rocoto (en Perú, Chile y Ecuador), locoto (en Bolivia y Argentina). Estas voces provienen del quechua rukutu o del aimara luqutu—. También se lo conoce como Siete Caldos, Chile de Caballo (en Guatemala), chile de cera, morrongo, perón, chile manzano (en México).

El color del fruto puede variar pasando por el rojo, verde, naranja o amarillo. Según historiadores, el rocoto tiene un origen precolombino, y aunque no se sabe con exactitud en qué momento se originó, se tiene a esta época como punto inicial pues es seguro que proviene de alguna zona de lo que hoy conocemos como Perú, en los departamentos de Lambayeque e Ica. Algo que prueba la antigüedad de este tipo de ají son restos de bayas de esta especie en tumbas antiguas de Perú que datan de hace 2000 años. Se comercializa en su estado natural en los mercados argentinos, chilenos, bolivianos y peruanos como también en pasta y en polvo.

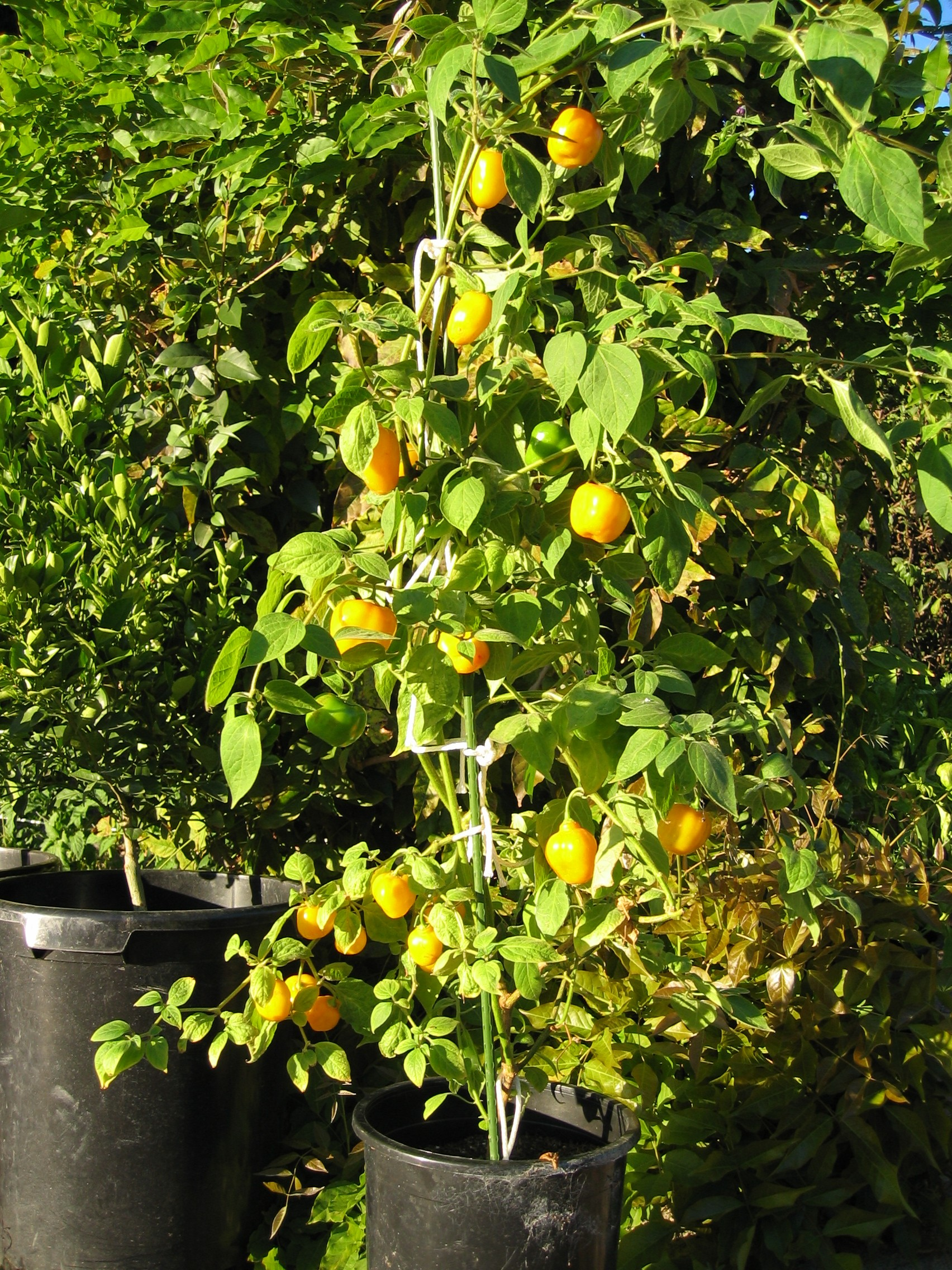
Vista general en fructificación.

Es un fruto relativamente picante (la capsaicina es la sustancia que le otorga el picante): su rango en la escala Scoville se ubica entre 100 000 SHU a 200 000 SHU.

## Origen
El rocoto es oriundo de Bolivia y del Perú y data de épocas pre incaicas, su cultivo se remonta a unos 5,000 años atrás encontrándose vestigios de su presencia en las cuevas de guitarreros.
Su nombre quechua originario es luqutu o rukutu. Su presencia aparece documentada por los antiguos peruanos de las culturas Paracas, Nazca, Mochica y Chimú a través de textiles, cerámicas y restos domésticos. El rocoto es el ají abanderado del Perú, se consume en fresco, en pasta, seco y/o molido. Es un fruto picante, el grado de picante puede ser controlado extrayendo las venas donde se encuentran las semillas que es la parte picante de este vegetal.
Una especie originaria de las partes andinas que luego sería introducido a México a principios del siglo XX, es el único tipo de chile que se encuentra en las regiones con altitudes de 1700 a 2599 metros sobre el nivel del mar.

## Usos
El rocoto o locoto es parte importante de la gastronomía peruana y boliviana.

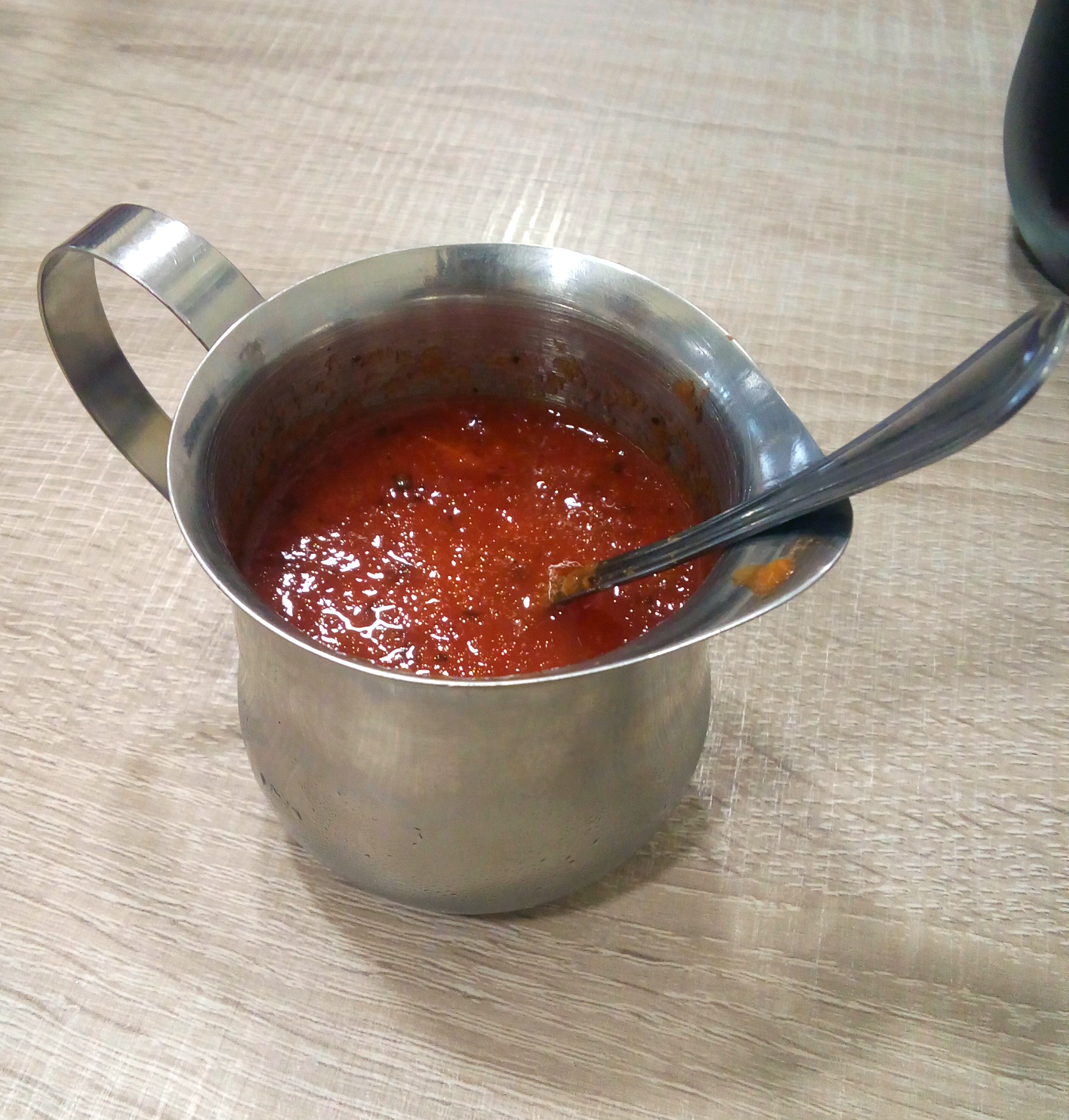
Salsa de rocoto.

En Perú, el rocoto es la base de muchos platos típicos, especialmente en la cocina del sur del país, en Cusco, Arequipa, Moquegua y Tacna. En cualquier confitería o bar del Perú se sirve una rodaja de rocoto y limón para comer mientras se espera el pedido. Es usado, por ejemplo en el rocoto relleno de Cusco y Arequipa, cuyo consumo está masificado en todo el país. Además, se utiliza como un ingrediente importante en la preparación del ceviche, plato nacional de Perú, después del ají limo. También se usa a lo largo del país en molidos, denominado llatan o uchukuta, con cebolla, aceite y ajo para acompañar los platillos, desde sopas a guisos, sobre todo en las denominadas picanterías.
También se emplea en Chile bajo la forma de salsa de rocoto, principalmente en algunos completos. Ocasionalmente se puede emplear en el asado chileno junto con el pebre.[cita requerida]
En Bolivia es consumido a diario, principalmente en las zonas de los valles y el altiplano en ensaladas; trozado en rodajas o cubitos para acompañar las "empanadas salteñas" de Bolivia; mezclado con tomates y diferentes hierbas aromáticas como la killkiña y la wakatea para la preparación de la llajua; y como acompañamiento y decoración en diversos platillos como el pique macho, tradicional plato cochabambino.[cita requerida]
En el norte argentino, es a veces usado en la preparación del chimichurri, salsa que se utiliza para realzar el sabor de la carne en los asados, y en el norte también se usa para hacer la tradicional llajua para ponerle al asado, las empanadas a la hora de consumirlas e incluso al locro, entre otras comidas tradicionales que se pueden acompañar con picante.[cita requerida]

## Taxonomía
Capsicum pubescens fue descrita por Hipólito Ruiz López & Pav. y publicado en Florae Peruvianae, et Chilensis Prodromus, vol. 2, p. 30, 1799.
Sinonimia
- Brachistus lanceifolius Miers

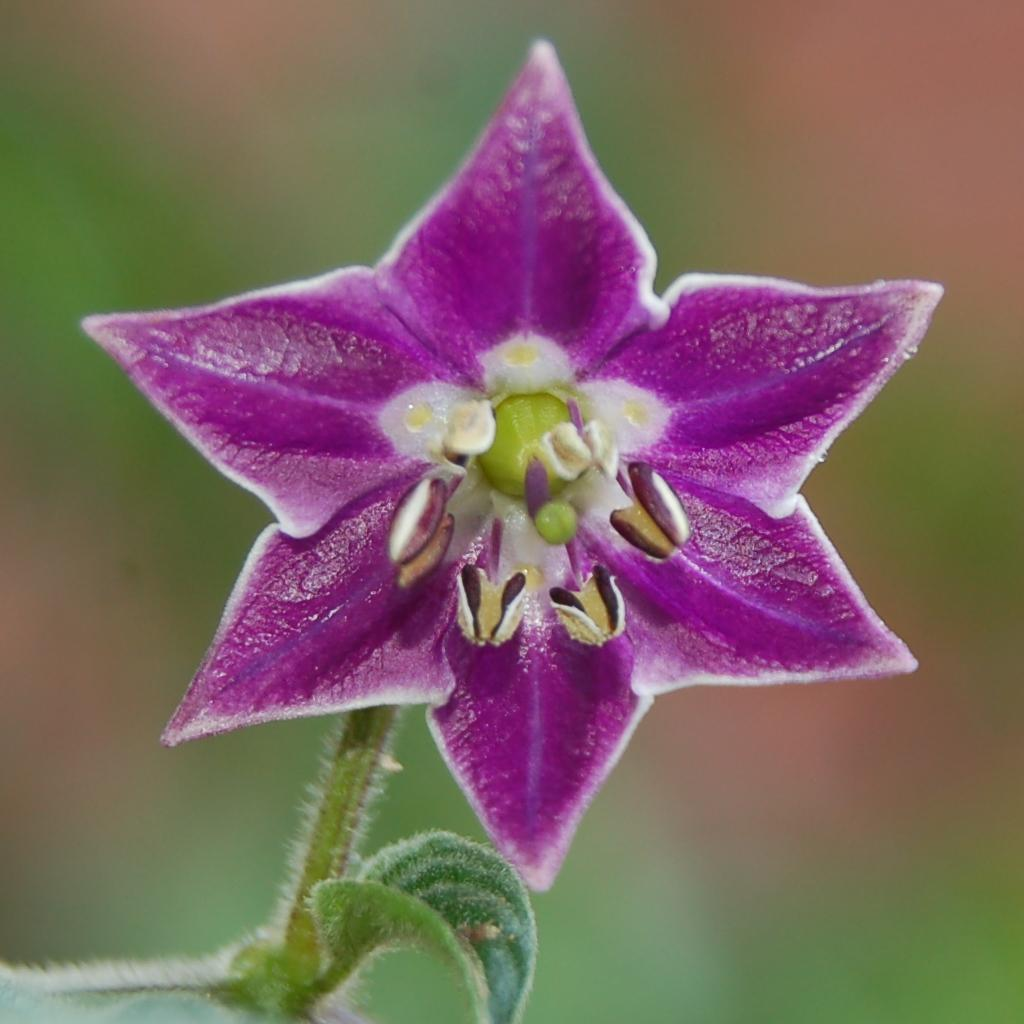
Flor.

- Capsicum annuum var. violaceum Voss
- Capsicum lanceifolium (Miers) Kuntze
- Capsicum violaceum Kunth nom. illeg.[7]

## Nombres comunes
Pimiento bravo o Caribe o grueso de Perú, locoto, rocoto, rocot uchú de Perú, ají de Quito, pimiento morado de Quito.

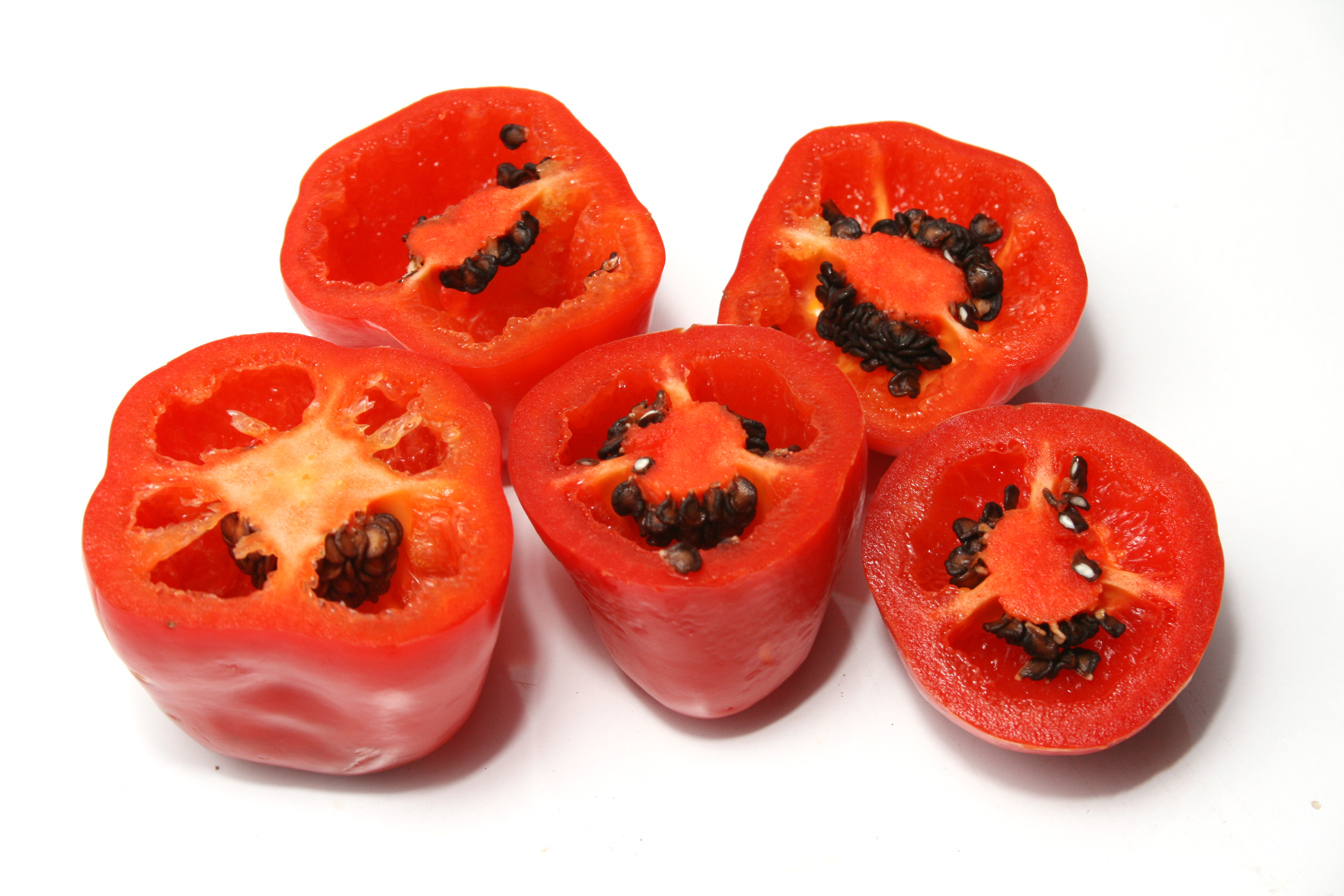
Frutos maduros cortados, evidenciando la placentación axial con semillas oscuras.